# Adam und Eva

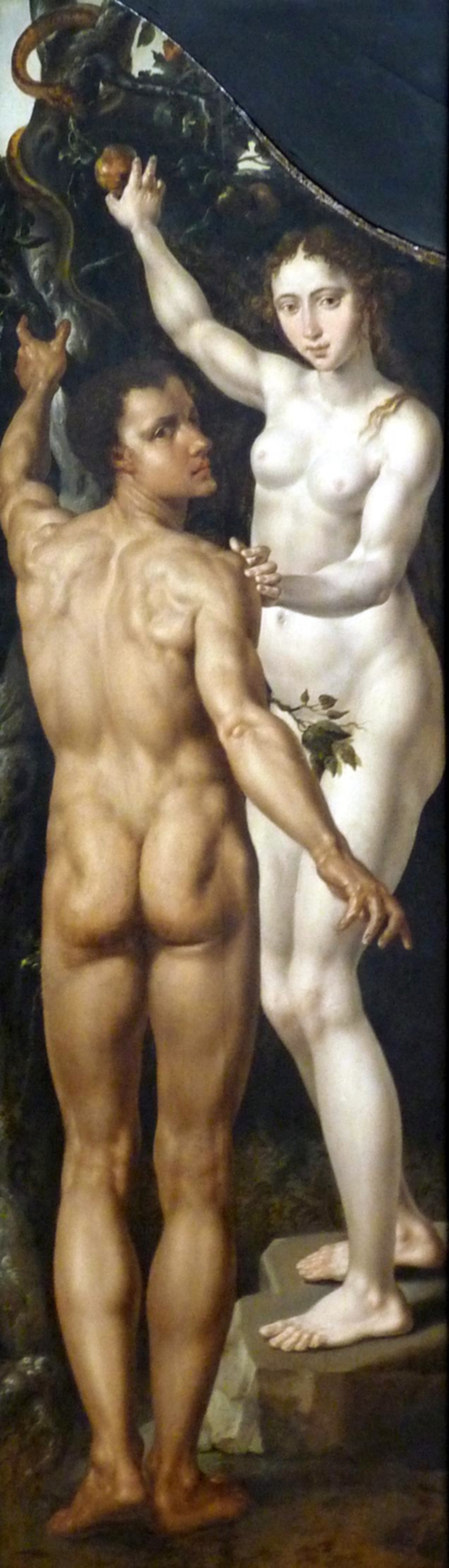
Maarten van Heemskerck (1498–1574): Adam und Eva. Der Geschlechtsunterschied wird durch die Verwendung verschiedenfarbiger Inkarnate hervorgehoben.

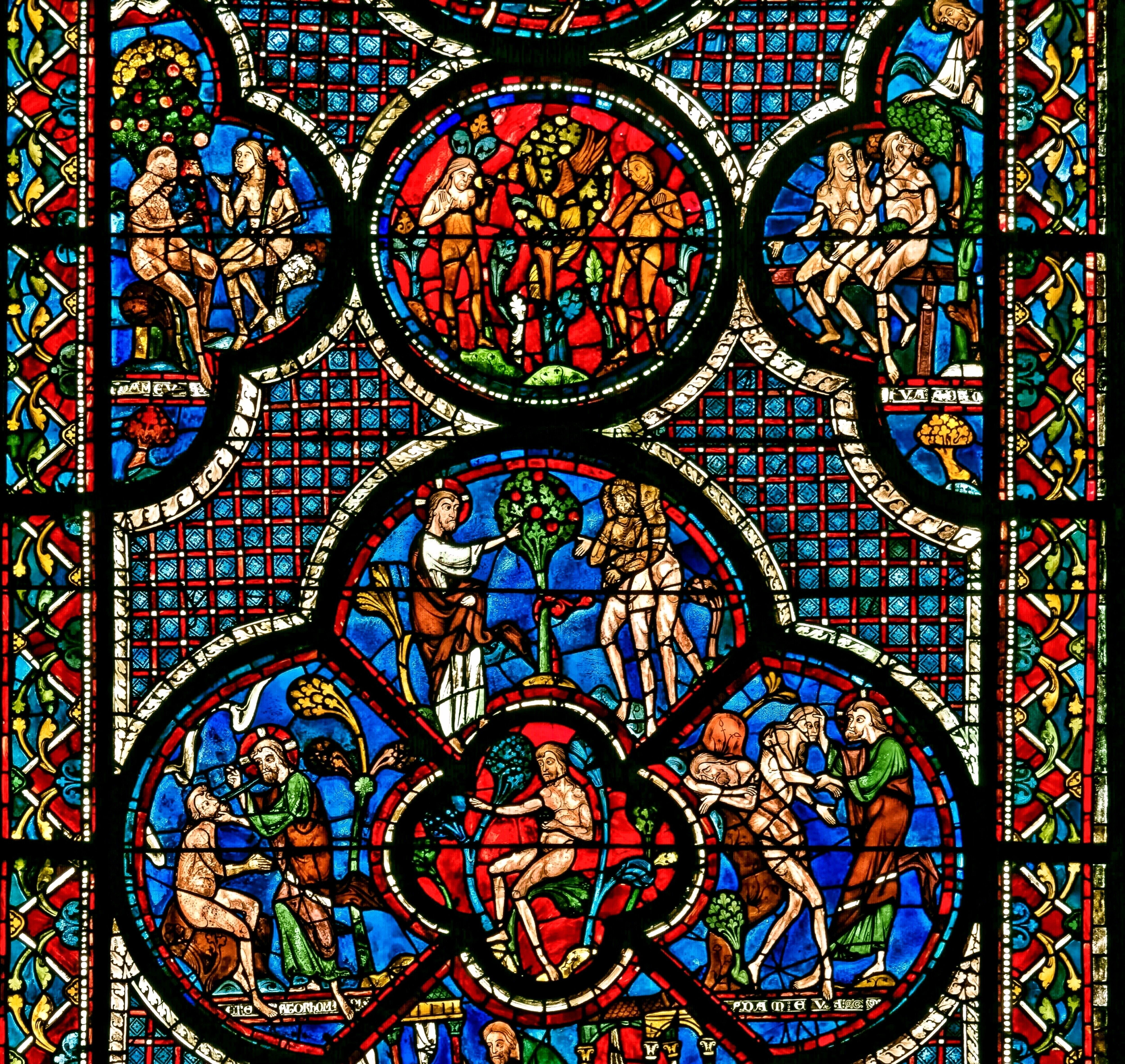
Von der Erschaffung Adams und Evas bis zum Sündenfall, Glasmalerei in Notre-Dame de Chartres (1205–1215)

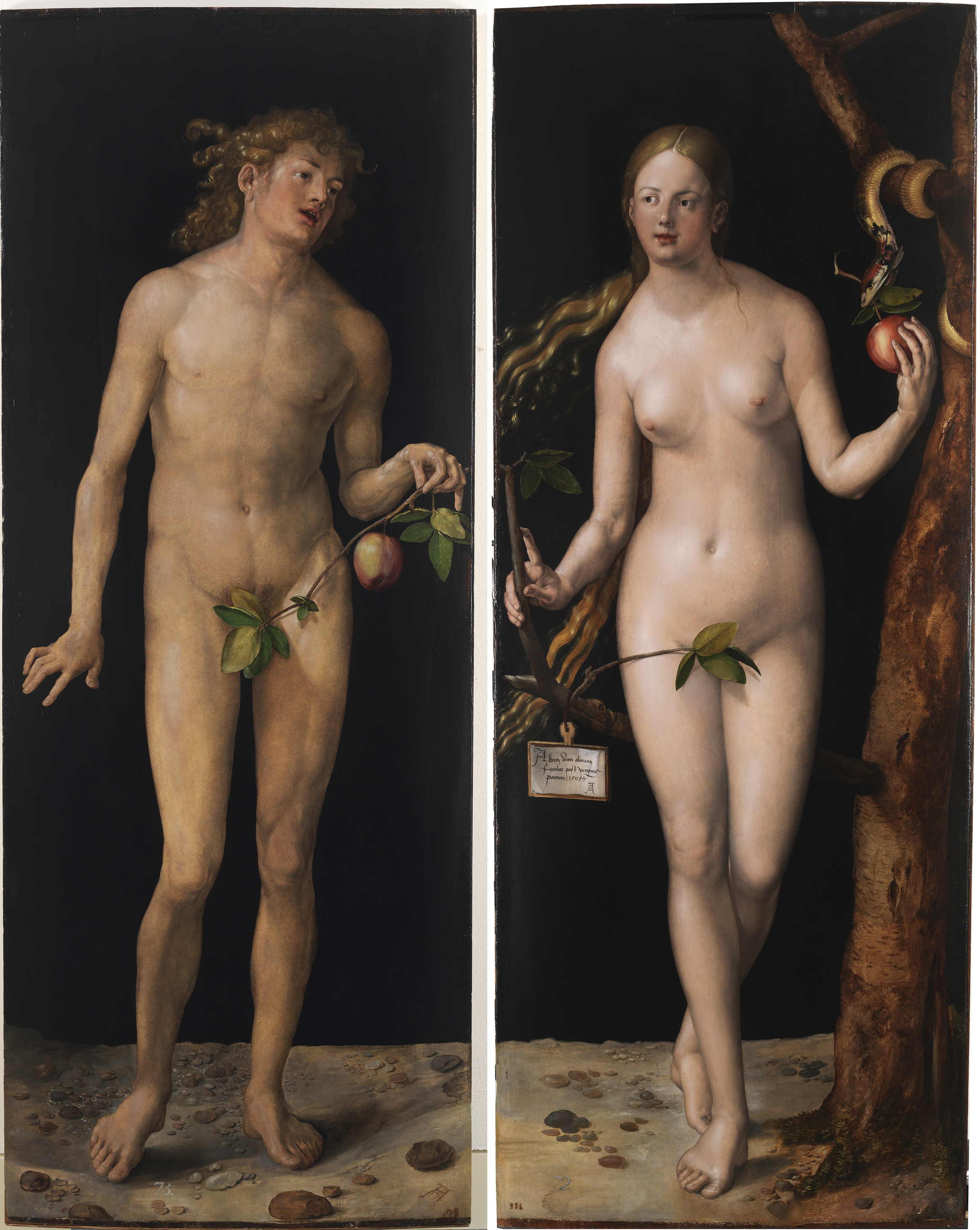
Albrecht Dürer: Adam und Eva (Öl auf Holz, 1507)

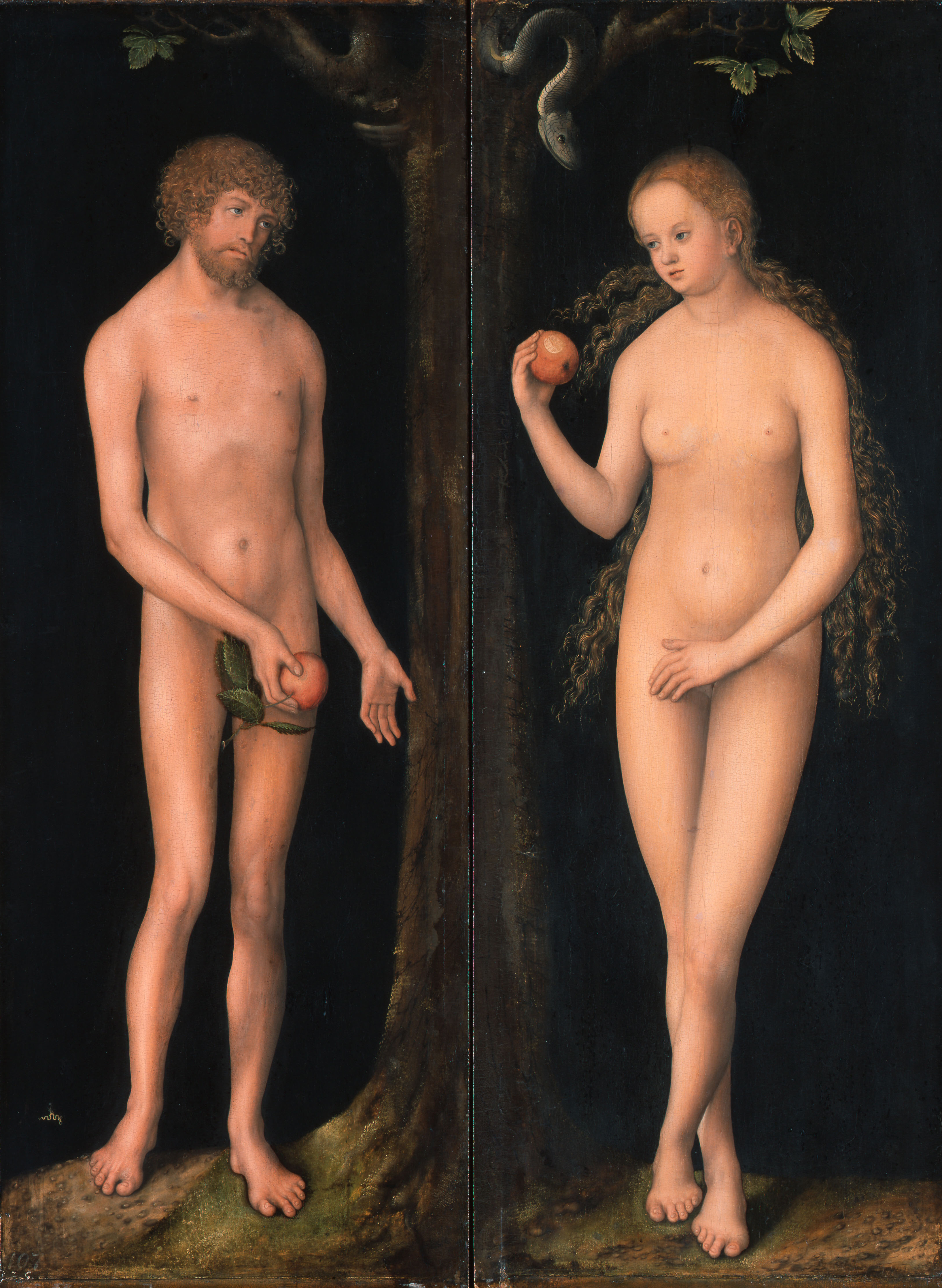
Lucas Cranach der Ältere: Adam und Eva (um 1518)

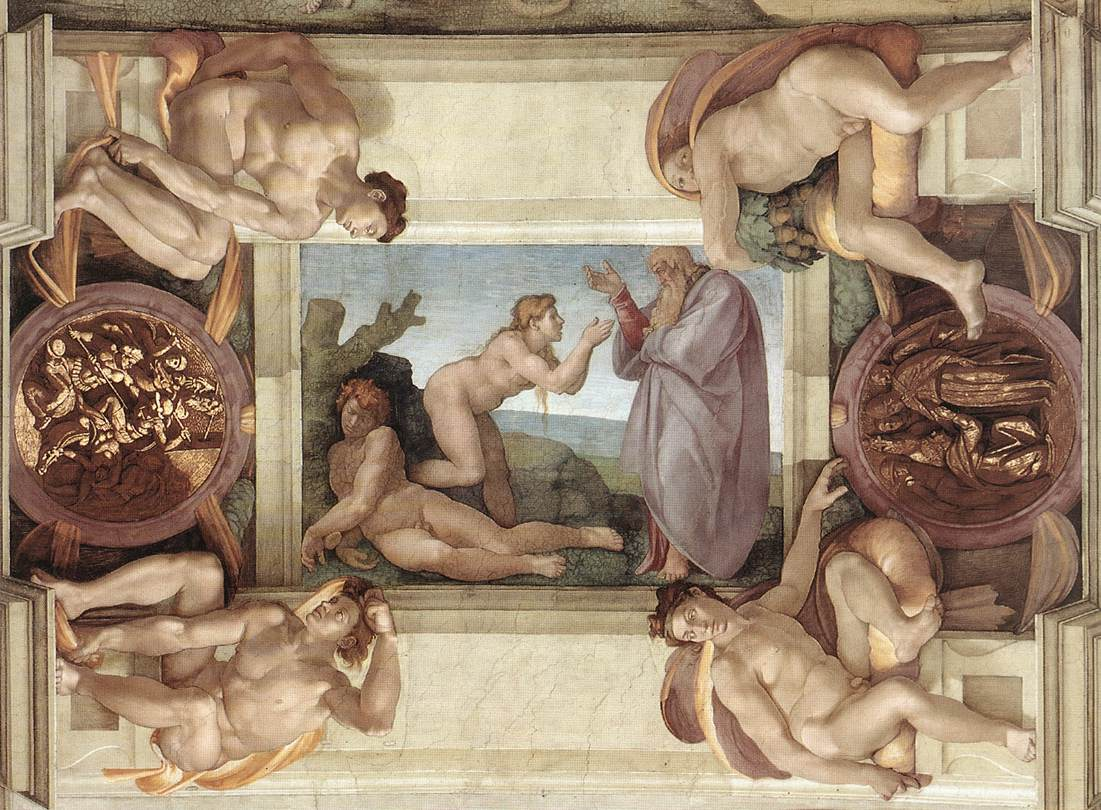
Michelangelo: Die Erschaffung Evas (Sixtinische Kapelle, um 1512)

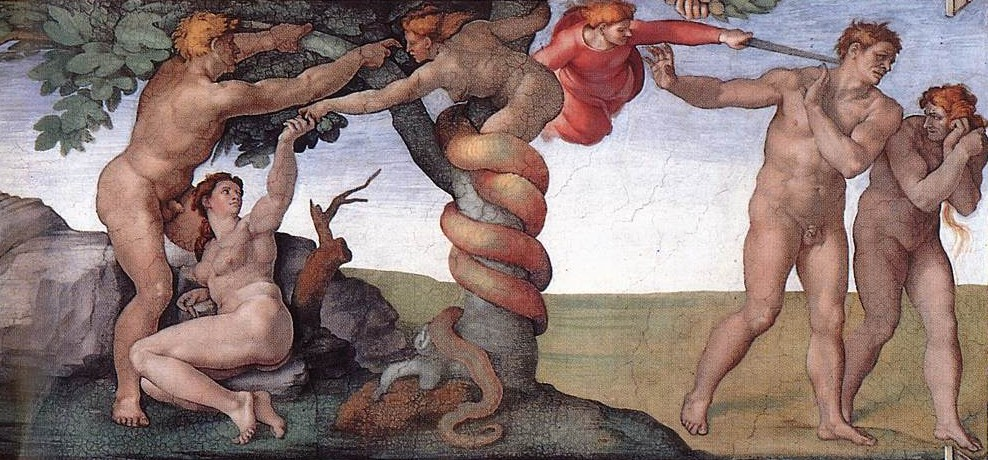
Michelangelo: Sündenfall und Vertreibung aus dem Paradies (Sixtinische Kapelle, um 1512)

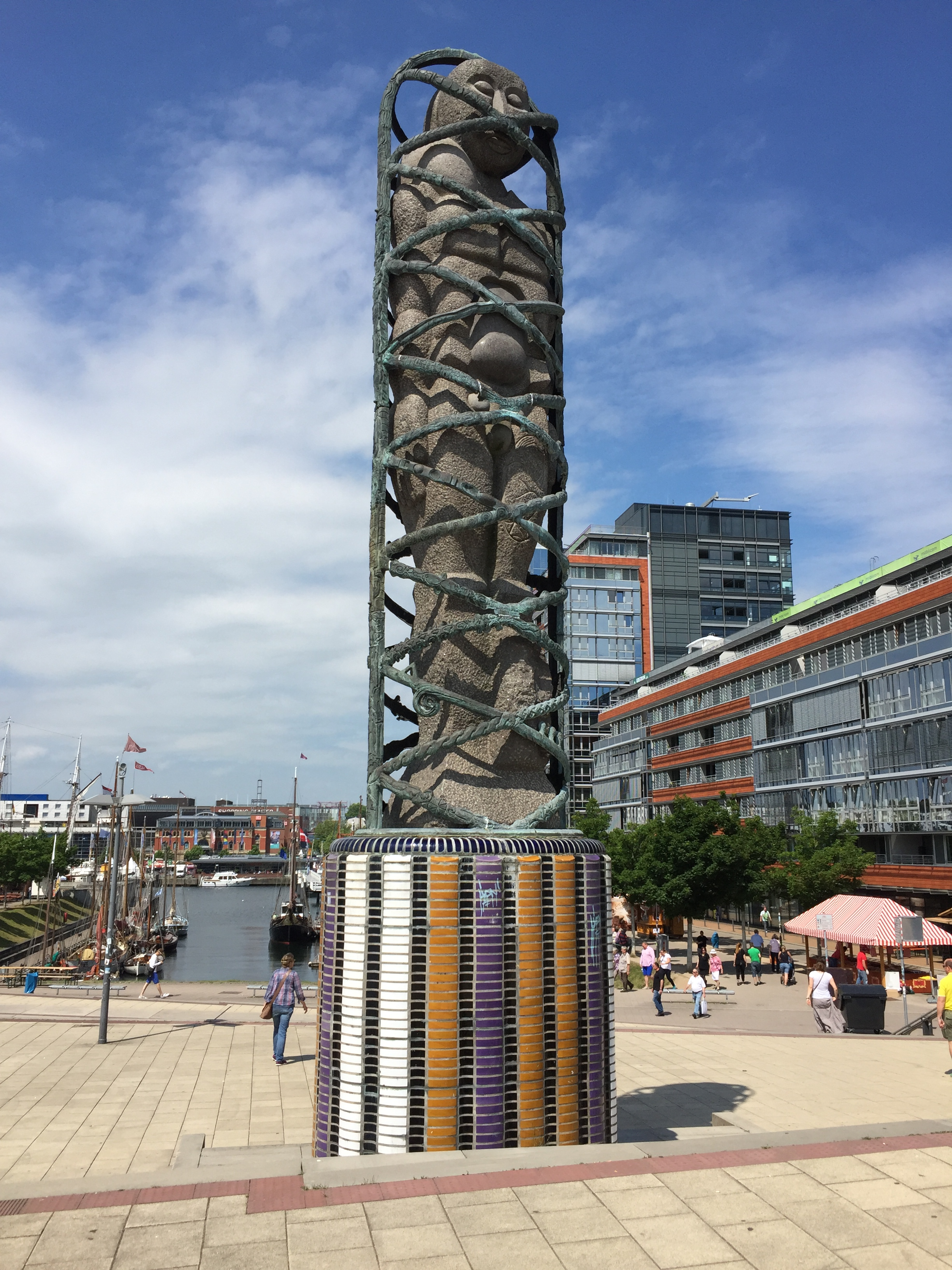
Bjørn Nørgaard: Adam und Eva, Skulptur am Germaniahafen in Kiel (1989)

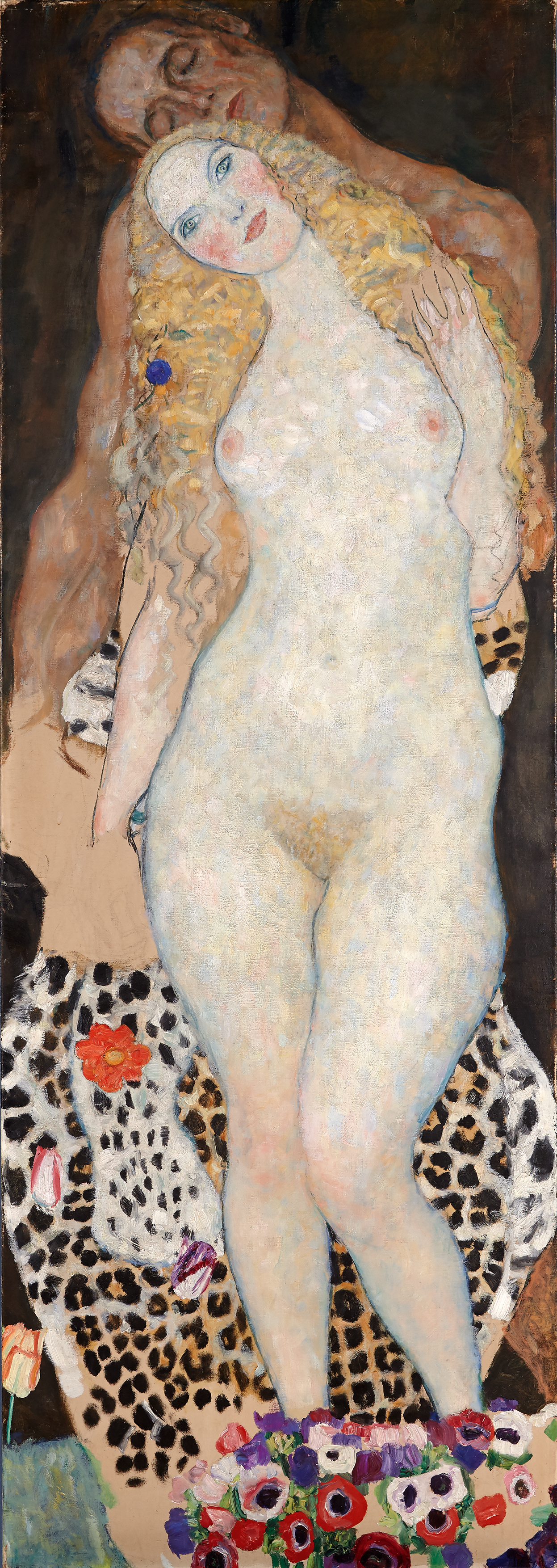
Gustav Klimt: Adam und Eva (um 1917)

Adam und Eva waren nach der biblischen Erzählung im 1. Buch Mose (Kapitel 2 bis 5) das erste Menschenpaar und somit die Stammeltern aller Menschen. Demnach formte Gott den Adam aus Erde und hauchte ihm den Lebensatem ein. Anschließend gab Adam zwar den Tieren Namen, fand aber kein partnerschaftliches Gegenüber. Daraufhin ließ Gott Adam in einen tiefen Schlaf fallen, entnahm ihm eine Rippe (wörtlich: „Seite“) und schuf aus dieser sein Gegenüber Eva. Während in der Erzählung bis zu diesem Punkt immer von „dem Menschen“ (Adam) gesprochen wird, erkennt Adam nun in der Begegnung mit dem neuen Wesen sich als Mann und ihm gegenüber Eva als Frau. Adam wird auch im Koran erwähnt, der heiligen Schrift des Islams.

## Etymologie
Das Wort „Adam“ (hebräisch אָדָם ādām), das in der Schöpfungserzählung als Eigenname gebraucht wird, bedeutet „Mensch“ (im Gegensatz zu anderen Lebewesen, insbesondere den Tieren). Auf das ähnlich klingende Wort Adamah (hebräisch אֲדָמָה ădāmāh „Erde, Erdboden“) wird durch den Schöpfungsakt Bezug genommen.
Die Herkunft des Namens „Eva“ (hebräisch חַוָּה, ḥawwāh oder cḥawwah; [ħaˈva] oder [χaˈva]) ist umstritten. Eine Möglichkeit ist die künstlich archaisierende Bildung aus מְחַוָּה, mit der Bedeutung „die ins Leben Rufende“; dies korrespondiert mit der volksetymologischen Deutung in Gen 3,20 . Die andere Möglichkeit ist die Herleitung von ḥwj’ „Schlange“. Dieser Name wird im Alten Testament nur an zwei Stellen genannt, nämlich in Gen 3,20  und 4,1 . Zuvor wird sie stets als „Frau“ Adams bezeichnet. Die hebräischen Wörter für Frau (hebräisch אִשָּׁה iššāh) und Mann (hebräisch איִשׁ īš) sind einander sehr ähnlich, obwohl sie nicht miteinander verwandt sind. Es handelt sich um ein Wortspiel: So, wie der Mensch (ādām) aus der Erde (ădāmāh) hervorgeht, so geht die Frau (iššāh) aus dem Mann (īš) hervor.
In der Septuaginta wird der Name Adam als Eigenname Αδάμ adam wiedergegeben, während der Name Eva mit Ζωἠ Zoë „Leben“ übersetzt wird. Im Neuen Testament, wo Eva nur an zwei Stellen erwähnt wird (2 Kor 11,3  und 1 Tim 2,13 ), wird der Name Eva dagegen griechisch Εὕα Heúa umschrieben. In der Biblia Vulgata des Mittelalters lautet ihr Name schließlich Hava, Heva oder dann Eva.

## Textliche Überlieferungen

### Biblischer Schöpfungsbericht
Im biblischen Schöpfungsbericht (Gen 1,27 ) steht: „Und Gott schuf den Menschen zu seinem Bilde, zum Bilde Gottes schuf er ihn, und er schuf sie als Mann und Weib.“ Adam und Eva leben zunächst im Garten Eden. Dort wird Eva von der Schlange überredet, trotz Gottes Verbot vom Baum der Erkenntnis von Gut und Böse zu essen. Diese Schlange wird in der christlichen Tradition oft auf den Teufel bezogen; diese Gleichsetzung findet sich schon im Neuen Testament in Offb 12,9 . Das gängige Bild vom Apfel als verbotener Paradiesfrucht beruht nicht auf einem Übersetzungsfehler der lateinischen Bibel, der Vulgata, sondern darauf, dass in der lateinischen Sprache das Wort malus „Apfelbaum“ bedeuten kann, aber auch „schlimm, böse“, ebenso wie malum „Apfel“ bedeuten kann oder „das Übel, das Schlechte, das Böse“. Daraus ergab sich ein naheliegendes Wortspiel, zumal die Vulgata den „Baum der Erkenntnis von Gut und Böse“ aus dem hebräischen Urtext übersetzte mit lignum scientiae boni et mali. Die im Essen der verbotenen Frucht zum Ausdruck kommende Abkehr von Gottes Geboten gilt sowohl in der jüdischen als auch in der christlichen Religion als Ungehorsam gegenüber Gott. Das Christentum spricht vom Sündenfall.
Als Folge der Rebellion beschreibt die Bibel, dass Adam und Eva ihre Nacktheit erkennen, woraufhin sie sich einen Schurz aus Feigenblättern anfertigen. Vor Gott versuchen sie sich zu verstecken. Zum ersten Mal ist etwas im Garten Eden vorhanden, was vorher nicht bekannt war: die Verletzung des Schamgefühls. Gott stellt sie zur Rede, woraufhin Adam die Schuld Eva zuschreibt und Eva der Schlange. Beide werden aus dem Garten Eden vertrieben, Gott macht ihnen jedoch Fellkleidung als Schutz. Eva muss fortan Kinder unter Schmerzen gebären, Adam wird der harte und mühselige Ackerbau auferlegt. Die klassischen Worte aus Gen 3,19 : „Denn Staub bist du und zum Staub zurück kehrst du“ bringen nach christlicher Interpretation zum Ausdruck, dass nun der Tod in die Welt getreten ist, da die Menschen sterblich geblieben sind. Zwischen Eva, der Schlange und ihren jeweiligen Nachkommen wird Feindschaft herrschen.
In der biblischen Erzählung zeugt Adam nach der Vertreibung aus dem Paradies mit Eva Kain, Abel und Set. Gen 5,4  erwähnt außerdem weitere nicht namentlich genannte Töchter und Söhne, die Adam nach der Geburt Sets gezeugt hat. Adams gesamtes Lebensalter wird mit 930 Jahren angegeben.

### Berichte vom Leben Adams und Evas
Mit Leben Adams und Evas bzw. Apokalypse des Mose wird eine Gruppe inhaltlich eng verbundener Schriften bezeichnet, deren Gegenstand das Leben Adams und Evas nach deren Vertreibung aus dem Paradies ist.

### Sumerischer Schöpfungsbericht
Der Atraḫasis-Epos, der von einem unbekannten Dichter um 1800 v. Chr. in einem der Stadtstaaten Mesopotamiens verfasst wurde, berichtet von der sumerischen Genesis. Ein im frühen Babylon tätiger Schreiber überarbeitete das Epos während des 12. Regierungsjahres seines Königs Ammi-saduqa. Weitere mehr oder minder variierende Abschriften folgten im ersten Jahrtausend v. Chr.

### Ugaritischer Schöpfungsbericht
Die niederländischen Wissenschaftler Marjo C.A. Korpel und Johannes de Moor von der Protestantisch-Theologischen Universität in Amsterdam publizierten 2014 die Ergebnisse ihrer Untersuchung von Tontafeln aus Ugarit aus dem 13. Jahrhundert v. Chr., die eine frühe Version des Mythos von Adam und Eva enthalten. Rund 800 Jahre älter als die Fassung im 1. Buch Mose, erzählt dieser in ugaritischer Sprache in Keilschrift verfasste Text von einem Kampf zwischen dem Schöpfergott El, dem höchsten der Götter, und einem Widersacher namens Horon, der El stürzen möchte: Die Götter leben in einem paradiesischen Garten, in dem auch der Unsterblichkeit verleihende Baum des Lebens wächst. Horon wird von dort verbannt, woraufhin er die Gestalt einer großen Schlange annimmt, den Baum des Lebens vergiftet und in einen Baum des Todes verwandelt, der alles Leben auf der Erde bedroht. Die Götter wählen einen aus ihrer Mitte aus, um den Abtrünnigen zu bekämpfen. Doch der Auserwählte, Adam, scheitert, als Horon in Form der Schlange ihn beißt und ihn so seiner Unsterblichkeit beraubt. Den verbliebenen Göttern gelingt es, Horon zu zwingen, den vergifteten Baum zu entwurzeln. So bleibt die Unsterblichkeit zwar verloren, aber das Leben kann weitergehen. Die Sonnengöttin erschafft als Partnerin für den nun sterblichen Adam eine „gute Frau“. Sie und Adam erlangen, indem sie Nachkommen zeugen, eine neue Form der Unsterblichkeit.

## Deutung

### Jüdische Deutungen
Aus dem Vers Gen 2,18 : „Es ist nicht gut, dass der Mensch allein sei“ wird nach rabbinischer Deutung die Verpflichtung des Menschen zur Eheschließung abgeleitet.
In der Sicht des hellenistisch-jüdischen Philosophen Philon von Alexandria hat die Rebellion die folgende Bedeutung: Es existieren zwei Schöpfungen, die des himmlischen und die des irdischen, aus Staub geschaffenen und der Vergänglichkeit unterworfenen Menschen. Adam steht für die Vernunft, Eva für die Sinnlichkeit, die Schlange für die Lust. Der Aufstand gegen Gott entsteht durch eine Störung der betrachtenden Vernunft, wobei die Schlange als Vehikel der Versuchung dient.

### Christliche Sichtweisen
Die lateinische Kirche entwickelt aus der biblischen Erzählung den Begriff der Erbsünde, sie begreift Adam als Typ und Haupt-Figur der Menschheit. Als solcher kann er, wie der Apostel Paulus im Römerbrief (Röm 5,12–21 ) schreibt, ursächlich für den Tod aller Menschen sein. Diesem „alten (Menschentypus) Adam“ wird Jesus Christus als der eine „neue Adam“ gegenübergestellt, dessen Kreuzestod im Gehorsam gegenüber dem Willen des Vaters (Phil 2,8 ) und dessen Auferstehung ein Leben im Sieg über die Mächte des Todes hinaus ermöglichen (vgl. 1 Kor 15,24–28 . 15,55–57 , siehe auch Sündenfall). Diese Interpretation wird aber nicht von der Ostkirche akzeptiert, wo die Erbsünde unbekannt ist; es heißt nur, dass der Tod durch Adam und Eva in die Welt gebracht wurde und in der Auferstehung Jesu das Paradies wieder erschlossen ist (vgl. die Anastasis-Ikonen, wo Adam und Eva an der Hand des Auferstandenen aus dem Todesgrab herausgeführt werden, siehe unten).
Der Gegensatz von „Geist“ und „Fleisch“, der für Paulus grundlegend ist und der bei ihm auch hinter dem Gegensatz zwischen dem „neuen Adam“ Jesus und dem „alten Adam“ steht (vgl. Röm 5,12–21 , Röm 8,1–17 , Gal 5,13–26 ), ist schon in den ersten Kapiteln der Genesis zu finden. „Alle, die zu Jesus Christus gehören, haben das Fleisch und damit ihre Leidenschaften und Begierden gekreuzigt. Wenn wir aus dem Geist leben, dann wollen wir dem Geist auch folgen“ (Gal 5,24–25 ). Das „Kreuzigen“ bedeutet nicht töten, sondern der Bestimmung durch den Geist unterwerfen im Sinn der inneren Beschneidung des Herzens durch den Geist (vgl. Röm 2,29 ; Kol 2,11 ; vgl. Dtn 30,6 ). Das so beschnittene Herz hat wieder Zugang zur Gnade und zur Sehkraft der „Hoffnung auf die Herrlichkeit Gottes“ (Röm 5,2 ) und die Unsterblichkeit (1 Kor 15,53–57 ), die den Adam paradisus im Gnadenstand des Paradieses auszeichnet (vgl. Weish 1,13–15 , Weish 2,13–14 , Weish 9,2–3 ). Auch die beiden Bäume in der einen Mitte des Paradieses lassen sich auf diesen Gegensatz von Geist (Lebensbaum) und Fleisch (Erkenntnisbaum) zurückführen.
In der Theologie des Mormonentums ist Adam die Verkörperung des Erzengels Michael.

### Esoterische Analogien
Die Sicht Philos von Alexandrien wurde auch von Paulus und den Kirchenvätern aufgegriffen und weiterentwickelt. Danach verkörpern Adam und Eva oder das Männliche und Weibliche die zwei Seiten der menschlichen Wirklichkeit: das Innere und Erinnernde des Geistes (hebr. sachar bedeutet „männlich“ und „erinnern“) sowie das Äußere, Erscheinende oder Umhüllende des Fleisches, welches dann im Bund der Beschneidung zurückgedrängt wird.
Die geöffnete „Seite“ Adams, aus der heraus Gott die Frau bildet, wird mit „Fleisch“ geschlossen (Gen 2,21 ). Die „Rippe“ symbolisiert hier die Mondsichel. Hebr. zela übersetzt Othmar Schilling mit „das Gekrümmte“; zu verweisen ist auch auf zelem („Bild“) und zel („Schatten“). Luna galt in den alten Kulturen als „Urgrund aller Geburt“ (Johannes Lydos) oder „Mutter des irdischen Lebens“ (vgl. Gen 3,20 ), deren monatlicher Zyklus die Menstruation der Frau bestimmt.
Auf den Mond verweist auch der Zahlenwert 19 von Eva, hebr. Chewa(h) (wie Chaja für „Tier“), in Zahlen 8-6-5, in der Summe 19. Das Mondjahr kann wegen der Differenz zum Sonnenjahr von knapp elf Tagen nicht einfach in zwölf gleich große Teile eingeteilt werden, sondern muss durch das Einschalten eines 13. Monats immer wieder an das Sonnenjahr angepasst werden. Dabei beträgt die Differenz in 19 Jahren genau sieben Mond-Monate. Diese 19 Jahre nennt man „ein ‚mechasor‘, eine Wiederholung, eine Zurückkehr, und somit auch Kreis oder Zyklus.“ Im Bildtypus der Maria Immaculata erscheint die Mutter Jesu als ‚neue Eva‘ auf der Mondsichel stehend und der Schlange (des nur zeitlich-irdischen Werdens und Vergehens) den Kopf zertretend (nach Offb 12,1.7 ; Gen 3,15 ).
Der frühchristliche Bischof Theophilus von Antiochia sagt in seiner Auslegung der Erschaffung von Sonne und Mond am 4. Schöpfungstag: „Die Sonne ist das Bild Gottes, der Mond das des Menschen“; im monatlich ‚sterbenden‘ und dann wieder erscheinenden Mond sieht er also „ein Sinnbild des Menschen“ und zugleich „ein Vorbild unserer künftigen Auferstehung“ (An Autolykus II, 15). Auch deshalb wird Ostern am ersten Sonntag nach dem Frühlings-Vollmond gefeiert. Im gleichen Sinn deutet dann Bonaventura (13. Jh.) Sonne und Mond als Sinnbild für das In-eins-Sein von Gottheit und Menschheit in Jesus Christus: „Das Licht des Lammes gibt ihm [Jerusalem] Schönheit und Glanz, seine Gottheit leuchtet an Stelle der Sonne, seine Menschheit an Stelle des Mondes […]“
Auf Darstellungen von der Erschaffung der Frau aus dem Mann werden beide häufig von Sonne und Mond flankiert (vgl. zum Beispiel den Schalldeckel der Kanzel der Klosterkirche der ehemaligen Zisterzienserabtei Bebenhausen bei Tübingen).

### Bedeutung von Adam und Eva im mandäischen Glauben
Für die kleine Religionsgemeinschaft der Mandäer sind Adam und Eva die ersten Menschen. Der Mandäismus beschreibt jedoch die Geburt Evas nicht als Entstehung aus Adams Rippe, sondern als Gabe der Lichtwelt an Adam. In den mandäischen Gemeinschaften werden die Frauen auch in spiritueller Hinsicht als völlig gleichberechtigt zu den Männern gesehen; in der Geschichte der Mandäer gab es auch Priesterinnen.

### Darstellung im Koran
Auch der Koran kennt die Erzählungen von dem aus Erde geformten Erstmenschen Adam, den Gott durch Einhauchung zum Leben erweckt und mit seiner Gattin im Paradies wohnen lässt. Eva, in islamischer Tradition Hawwa genannt, wird im Koran allerdings nicht namentlich erwähnt. Sie ist aus Adams Körper gebildet (Sure 7, Vers 189) und wird zusammen mit ihm aus dem Paradies gewiesen, nachdem die beiden – angestiftet von Iblis – Früchte vom verbotenen Baum verzehrt haben (Sure 2, Verse 30–29; Sure 7, Verse 19–25). Eine wichtige Rolle in der Adamtradition des Koran spielt das Motiv der Stellvertreterschaft Adams, dem Gott die Namen aller Dinge offenbart. Aus Überheblichkeit widersetzt sich Iblis als einziger dem Befehl Gottes, sich vor Adam niederzuwerfen. Daraufhin wird er von Gott aus dem Paradies verwiesen, erbittet sich aber Aufschub bis zum Tag des jüngsten Gerichts, um nun zu versuchen, die Menschen ebenfalls abirren zu lassen – was ihm auch gelingt. Diese Verleitung zur Sünde gilt im Islam als irdische Prüfung (Koran: Sure 15 Al-Hidschr, Vers 34–40). Gott hatte die Menschen ausdrücklich vor diesem Versucher gewarnt, sie ließen sich aber dennoch betören und verführen (Sure 7 al-A'raf, Vers 22). Im Gegensatz zur christlichen Überlieferung fehlt in der islamischen Adamtradition die Rolle der Frau als Verführerin, die vom Satan als Erste verführt wird ihrerseits Adam zum Verzehr der verbotenen Frucht verleitet.
Nach dem Koran ist Adams Sünde ein Fehltritt (Sure 2 al-Baqara, Vers 36), nicht aber Abfall von Gott und Zerstörung der Beziehung zu ihm. Deshalb ist die Folge auch nicht so schwerwiegend wie im biblischen Bericht: Statt der Ankündigung: „… sonst werdet ihr sterben“ (Gen 2,17 ) warnt Gott den Menschen vor Satan: „Dass er euch nur nicht aus dem Paradies vertreibt und dich unglücklich macht!“ (Sure 20 Tā-Hā, Vers 117). Durch die Sünde schadet der Mensch nur sich selber: „Unser Herr, wir haben uns selbst Unrecht getan.“ (Sure 7, Vers 23)
„Hierauf erwählte ihn sein Herr und er wandte sich ihm wieder zu und leitete ihn recht.“ (Sure 20, Vers 122) Adam und seine Frau werden zwar aus dem Paradies vertrieben, aber ihnen wird gesagt: „Wenn dann von mir eine Rechtleitung zu euch kommt, dann haben diejenigen, die meiner Rechtleitung folgen, nichts zu befürchten und sie werden nicht traurig sein.“ (Sure 2, Vers 38f)
Im Koran wird den Menschen ihr Sündenfall von Gott explizit verziehen (Sure 2, Vers 37, am Ende der Erzählung der Adamgeschichte): „Da empfing Adam von seinem Herren Worte (Bittgebete). Und er wandte sich zu ihm zu. Er ist ja der Vergebende, sich wieder Zuwendende und der Barmherzige“. Diese Stelle steht im Gegensatz zu einem Glauben an eine „Erbsünde“. Jeder Mensch wird mit einem „weißen Blatt“ geboren, heißt es in Sprüchen des Propheten Mohammed als Bestätigung. Somit wird nach islamischer Lehre jeder Mensch sündenfrei geboren.

## Gedenktage
- evangelisch:
  - Lutherische Kirche – Missouri-Synode: 19. Dezember
- römisch-katholisch: 24. Dezember
- orthodox: vorletzter Sonntag im Advent
- armenisch: 26. Dezember (nur Adam)
- koptisch: 1. April

## Adam und Eva in der Kunst

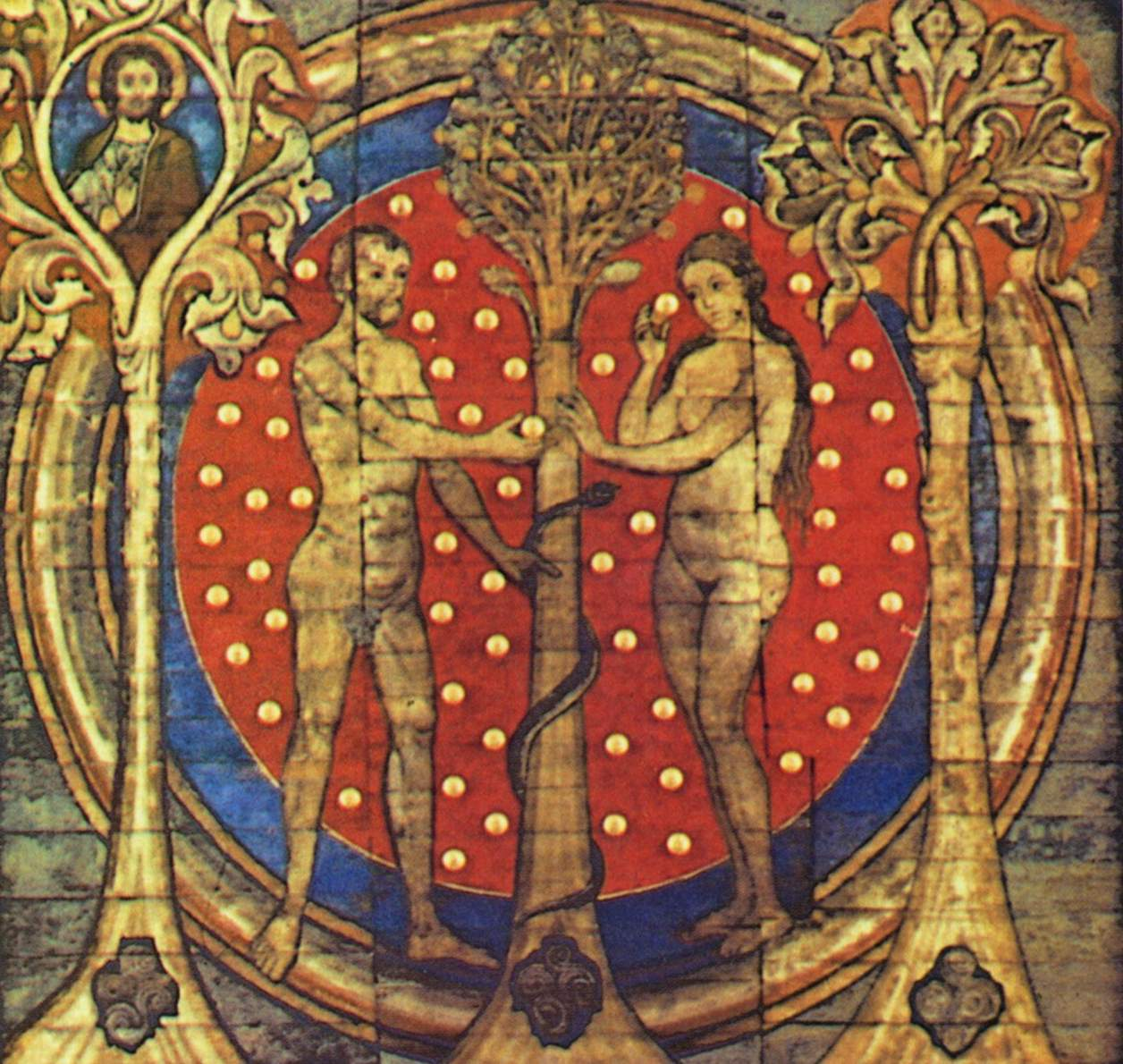
Sündenfall im Paradies, Detail der bemalten Holzdecke der Michaeliskirche in Hildesheim

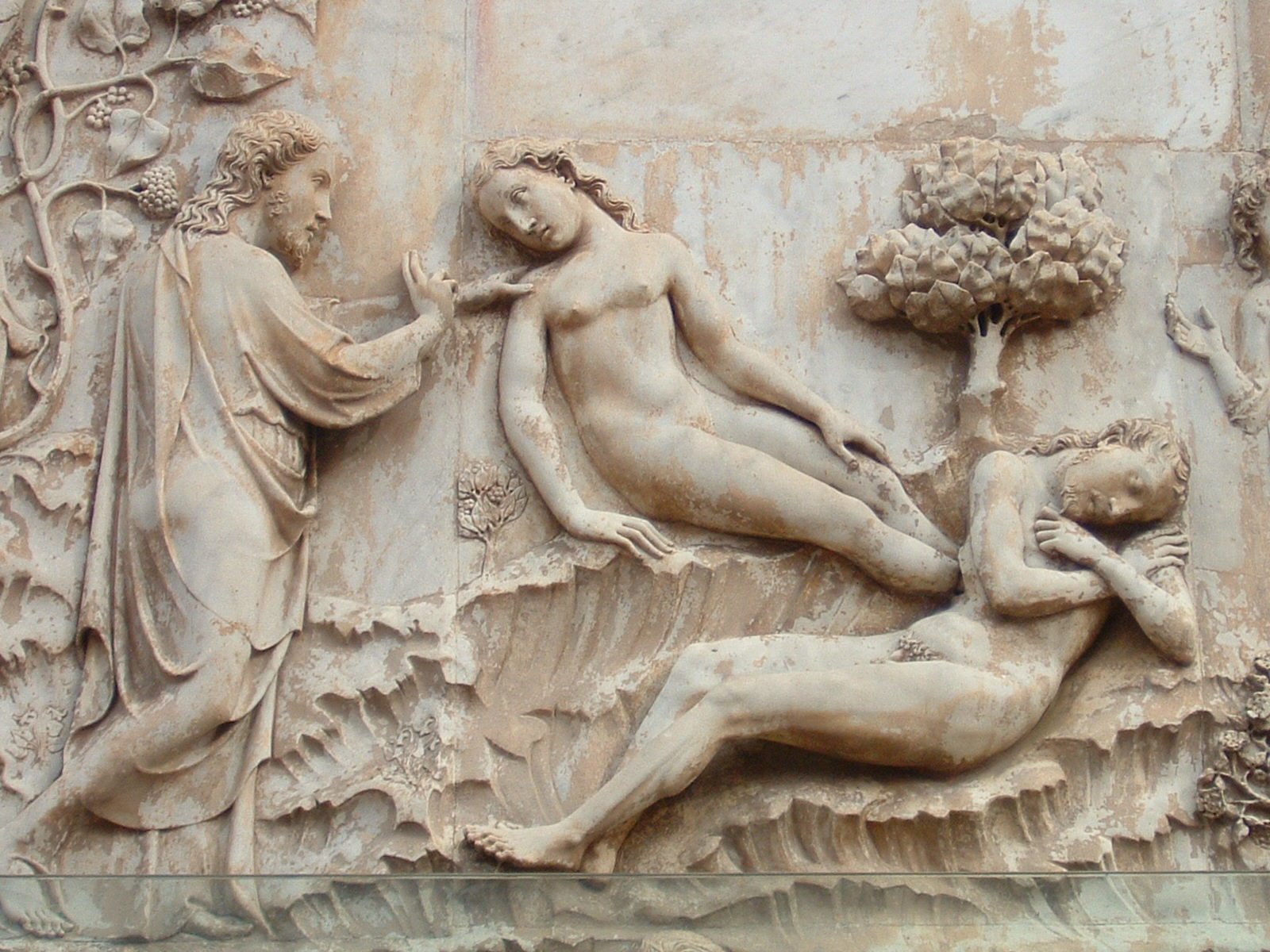
Erschaffung Evas, Wandrelief im Dom von Orvieto (unbekannter Künstler, um 1320)

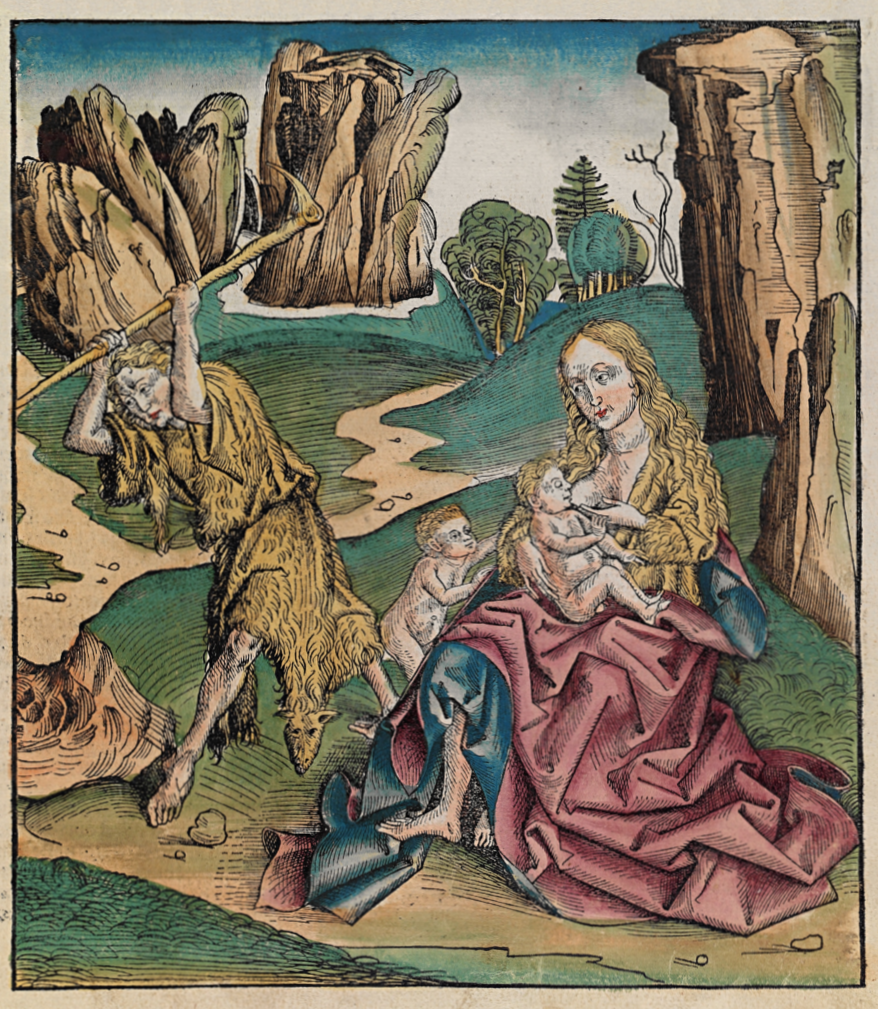
Adam gräbt mit dem Hackstock, während Eva Kain und Abel die Brust gibt (Schedelsche Weltchronik 1493)

Die künstlerischen Darstellungen des Mythos von Adam und Eva sind außerordentlich zahlreich und über Jahrhunderte immer wieder neu variiert und verändert worden. Dabei bewegen sich die Darstellungen zwischen verschiedenen Polen der theologischen Deutung des Geschehens:
In einigen Werken erscheinen Adam und Eva in ihrer paradiesischen Gottesnähe. Der deutsche Philosophiehistoriker Kurt Flasch verweist etwa auf ein Deckengemälde aus der Zeit um 1200 in der Klosterkirche St. Michael in Hildesheim, das „Eva und Adam als Herrscherpaar in paradiesischer Herrlichkeit“ zeige, Eva erscheint vielen Künstlern als mächtige Urmutter der Menschheit, als Geschenk Gottes an Adam, erst aus ihrer Tat erwachsen Zeit und die menschliche Geschichte.
In entsprechenden Darstellungen der Schöpfungsszene, in der Gott Eva aus der Seite Adams erstehen lässt, erscheint die starke Eva als Bindeglied zwischen Adam und Gott, so im abgebildeten Relief des Doms zu Orvieto oder einem dem frühen, Donatello zugeschriebenen Terracottarelief im Dommuseum in Florenz.
Auf der anderen Seite ist die Zuweisung der Hauptschuld am Sündenfall an Eva ein Thema der Kunst. Der Sündenfall wird zum Ausgangspunkt der Herrschaft des Mannes über die Frau, Eva zur Gegenfigur der jungfräulichen Maria und zum Ursprung allen Elends der Menschheitsgeschichte.
Ebenfalls um 1200 gestaltet ein unbekannter Künstler die Vertreibung aus dem Paradies an einem Kapitell der Kathedrale von Clermont-Ferrand.
„Der Cherubim verschließt das Paradiestor; er zerrt Adam an den Haaren heraus. Eva und Adam sind beide Bestrafte, Verjagte, Hinausgeworfene, aber wie verschieden ist ihre Lage: Adam steht, Eva kniet oder liegt am Boden; sie ist gestürzt; ihre Position ist jetzt unter ihm, und er demonstriert dies: Er zieht sie am Haarschopf, wie der Engel ihn gepackt hat. Er setzt die Strafe fort; er gibt seiner Frau einen Fußtritt.“
Aber trotz der theologischen Legitimation dieser Negativsicht Evas über Jahrhunderte eröffnet sich in der Kunst eine Vielfalt der Akzentuierungen und Motiven zwischen den Polen Sünde/Strafe und der positiven Sicht der ersten Menschen.
Eine „positive Vollendung“ der Geschichte von Adam und Eva kennt die Ikonentradition. Die Auferstehungsikone (Anastasis), ein häufiges Motiv, zeigt nicht (wie die westliche Kunst) die Abbildung der Auferstehung Jesu selbst oder des leeren Grabes, sondern die Illustration eines Satzes aus dem Apostolischen Glaubensbekenntnis: … hinabgestiegen in das Reich des Todes. Der auferstandene Christus tritt die Türen des (oft personifizierten) Hades ein und zieht Adam und Eva als erste der Menschen aus dem Reich des Todes.
Ein ganz anderer Motivbereich der künstlerischen Gestaltung von Adam und Eva ist die Darstellung der Arbeit. Mit der Vertreibung aus dem Paradies beginnt der Zwang zur Arbeit, der Künstlern Darstellungsmöglichkeiten alltäglicher menschlicher Aktivitäten bietet. Dabei werden sowohl traditionelle weibliche und männliche Tätigkeitsfelder zum Gegenstand, als auch neue Arbeitsgebiete der jeweiligen Zeit.
In der Frührenaissance bot die Darstellung von Adam und Eva zudem den Künstlern eine erste Möglichkeit, Aktmalerei in einer Zeit zu betreiben, in der die Darstellung menschlicher Nacktheit noch weitgehend verpönt war.
Heraldisch sind beide nebst Schlange und Baum im Wappen von Baja (deutsch Frankenstadt) abgebildet.
Siehe auch:
- Dürers Darstellung von Adam und Eva (1507)
- Ghibertis Relief an der Paradiespforte am Baptisterium San Giovanni in Florenz (um 1450)
- Marmorgruppe von Ferdinand Schlöth (1873): Adam und Eva vor dem Sündenfall (Kunstmuseum Basel).[28]

## Theater
- Das Mundartstück Schöpfung der ersten Menschen, der Sündenfall und dessen Strafe (in der Ausgabe München 1913, später bekannt als Die schwäbische Schöpfung) des Prämonstratensers Sebastian Sailer wurde 1743 im Kloster Schussenried uraufgeführt und versetzt die biblische Schöpfungsgeschichte um Adam und Eva in die Welt oberschwäbischer Bauern. 1796 wurde es von dem Benediktiner Meingosus Gaelle zur Oper Adam und Evas Erschaffung vertont.
- Peter Hacks schrieb 1972 mit Adam und Eva ein gleichnamiges Bühnenstück, in dem er, in Anschluss an die Hegelsche Interpretation des Sündenfalls, diesen Stoff zu einem allgemeinen Weltbild ausarbeitet. 1973 wurde das Stück am Staatsschauspiel Dresden uraufgeführt.
- Patrizia Barbuiani verfasste ein weiteres Bühnenstück unter dem Titel Eva & Adam. Es handelt sich dabei um ein komisches Theaterstück ohne Worte, das die Vertreibung von Adam und Eva aus dem Paradies, ihr Leben in einer modernen Welt, ihren Tod und schließlich ihre Rückkehr ins Paradies erzählt. Seine Uraufführung hatte es 2007 am Markus Zohner Theater Compagnie in Lugano.